# Colli Etruschi Viterbesi Violone
Il Colli Etruschi Viterbesi Violone è un vino DOC la cui produzione è consentita nella provincia di Viterbo.

## Caratteristiche organolettiche
- colore: rubino intenso tendente al violaceo
- odore: caratteristico con retrogusto di marasca
- sapore: secco, pieno, più o meno tannico, armonico

## Produzione
Provincia, stagione, volume in ettolitri
- nessun dato disponibile